# Angoulême Charente Football Club
L'Angoulême Charente Football Club è una società calcistica di Angoulême, Francia. Milita in National 2 quarta divisione del campionato nazionale.

## Storia
La società è stata fondata nel 1920, come SC Angoulême, nel 1925 cambia nome e diventa AS des Charentes fino al 1948; in quella data assumerà la sua denominazione più conosciuta, ovvero AS Angoulême, poiché è con questa che la squadra ha vissuto i momenti di maggiore celebrità. Nel 1965 la squadra ottiene la licenza professionistica, disputando il campionato di seconda divisione, il secondo posto nella stagione 1968-69 vale l'accesso alla Division 1.
Durante le tre stagioni di militanza nella massima serie, il miglior risultato conseguito è il 4º posto della stagione 1969-70, che consente di disputare la Coppa delle Fiere dell'anno successivo.
Nella manifestazione europea, l'Angoulême non riesce ad andare oltre i trentaduesimi, arrendendosi nel doppio confronto con i portoghesi del Vitória Guimarães (3-0 per i portoghesi all'andata, 3-1 per i francesi al ritorno).
| Stagione | Torneo            | Turno         | Nazione               | Club                | Andata | Ritorno | Totale |
| -------- | ----------------- | ------------- | --------------------- | ------------------- | ------ | ------- | ------ |
| 1970-71  | Coppa delle Fiere | Trentaduesimi | Portogallo (bandiera) | Vitória Sport Clube | 0-3    | 3-1     | 3-4    |

In seguito alla retrocessione della stagione 1971-72, la squadra non riesce più a far ritorno nell'élite del calcio francese. Nel 1994 abbandona lo status professionistico.
Dopo aver disputato il Championnat National, la terza divisione, tra il 2001 ed il 2004 ed una stagione in CFA l'anno successivo, la squadra è costretta a ripartire nel 2005 dalle divisioni regionali a causa di problemi finanziari.
Con la nuova denominazione di Angoulême Charente Football Club, adottata proprio dal 2005, la squadra milita tuttora nella Division d'Honneur Centre-Ouest.

## Date da ricordare
- Fondazione nel 1920 come SC Angoulême
- 1925-1948: AS des Charentes (status professionistico tra 1945 e 1948)
- 1948-1992: AS Angoulême (ASA) (status professionistico tra 1965 e 1994)
- 1992-2005: AS Angoulême-Charente 92 (ASAC92)
- 2005- : Angoulême Charente Football Club (ACFC)

## Palmarès

### Competizioni nazionali
- Championnat de France Amateurs: 1

2000-2001 (gruppo C)
- Championnat National 3: 1

2018-2019 (gruppo A)

### Competizioni regionali
- DH Centre-Ouest: 7

1923, 1924, 1934, 1935, 1937, 1938, 1939.

### Competizioni amichevoli
- Trofeo Villa de Gijón: 1

1967

### Altri piazzamenti
- Coppa di Francia:

Semifinalista: 1946-1947, 1966-1967, 1967-1968, 1978-1979
- Campionato francese di seconda divisione:

Secondo posto: 1968-1969